# ヒッコリー・ロードの殺人
『ヒッコリー・ロードの殺人』（ヒッコリー・ロードのさつじん、原題：Hickory Dickory Dock）は、イギリスの小説家アガサ・クリスティによって1955年に発表されたエルキュール・ポアロシリーズの長編推理小説である。
ロンドンのヒッコリー・ロードにある学生寮で連続盗難事件が起き、ポアロが調べるうちに殺人事件に発展する。
本作には、『マギンティ夫人は死んだ』、『ネメアのライオン』、『葬儀を終えて』といった過去の事件についての言及がある。また、『ヘラクレスの冒険』などの主要人物であるヴェラ・ロサコフ伯爵夫人も登場する。

## あらすじ
ロンドンのヒッコリー・ロードにある学生寮にて、ホウ酸や電球といった小物が次々に盗まれた。秘書のミス・レモンの姉で、寮母のハバード夫人に頼まれたポアロは、寮を訪ねる。盗まれたり破壊されたりした奇妙な品々は、聴診器、電球、古いフランネルのズボン、チョコレートの箱、切り裂かれたリュックサック、ホウ酸の粉、後にスープの中から見つかったダイヤモンドの指輪などが含まれている。ポアロが警察を呼ぶと脅すと、学生のセリア・オースティンがすぐに犯行を自白する。しかし、ナイジェル・チャップマンの緑色のインクを盗んでエリザベス・ジョンストンの作品を汚すのに使ったことや、聴診器、電球、ホウ酸の粉を持ち去ったこと、リュックサックを切り裂いて隠したことについては否定する。彼女は心理学の学生であり、犯行の一部は、その後婚約したコリン・マクナブの気を引くために行ったのだという。彼女は償い、被害者たちと和解する。しかし、翌朝セリアはモルヒネの過剰摂取による死体で発見され、まもなくこれが殺人であることが判明する。
シャープ警部は、寮の住人たちを尋問する中で、盗まれた聴診器の謎を解いていく。ナイジェル・チャップマンは、3つの猛毒（他の2つはジギタリンと ヒヨスキン）を手に入れるという賭けに勝つために、医者を装って病院の調剤薬局から酒石酸モルヒネを盗むために聴診器を盗んだと認める。彼は盗んだモルヒネを慎重に処分したというが、彼がしまっていた間にすり替えられた可能性がある。ポアロは、盗まれたあと返されたダイヤモンドの指輪に注目し、スープの中に指輪を見つけたヴァレリー・ホブハウスを問い詰める。彼女はギャンブルの借金を返すためにお金が必要だったと言って、盗んだことを認める。さらに、セリア・オースティンに盗みを提案したことも認める。
ニコレティス夫人はとても神経質なそぶりを見せ、そのあと毒入りブランデーで殺されてしまう。ポアロは、切り裂かれたリュックサックに注目する。彼は、このリュックサックが罪のない学生たちに販売され、麻薬や宝石の輸送に使われていたことを示唆する。ニコレティス夫人もこの一味に加担していたのだ。警官が別件で夜に寮を訪ねると聞き、犯人はリュックサックが見つからないように切り刻み、姿を見られぬよう電球を外していたのだ。
パトリシア・レーンはナイジェルを訪ね、彼の部屋の引き出しにあったモルヒネの瓶を重炭酸ソーダですり替えたことを認める。彼女は彼の父親に手紙を書いて二人の仲を取り持つつもりであることを話す。ナイジェルは、自分が父親と疎遠になったのは、父親がバルビタールで母親を毒殺したのを知ったからだと話す。そのために名前を変え、2つのパスポートを所持しているのだという。ナイジェルはシャープ警部のもとへ行き、行方不明のモルヒネのことを話すが、その間にパトリシアからさらなる発見があったとの電話が入る。ナイジェルとシャープが彼女の部屋に駆けつけるが、彼女は頭を殴られて死んでいる。アキボンボがシャープのところに来て、胃の不調を和らげるためにパトリシアの部屋にあった重炭酸ソーダを飲んだが胃痛が起こり、それが実はホウ酸の粉だったことが分かったと言う。パトリシアが重炭酸ソーダでモルヒネをすり替えたときには、すでにモルヒネは盗まれたホウ酸ですり替えられた後だったのだ。ヴァレリー・ホブハウスが密輸に関与しているのではないかというポアロの疑念は、彼女の美容院に警察が踏み込んで確認される。
殺人の真犯人はナイジェル・チャップマンであった。彼がセリアを殺したのは、セリアが彼の二重人格を知り、またヴァレリーが偽のパスポートで海外を旅行していることを知っていたからである。また、パトリシアを殺したのは、生前に息子との和解を願って父親に手紙を書こうとしていたため、最近の犯行に父親が気づいてしまう可能性が高かったからである。ポアロがナイジェルの父親の弁護士に事情を説明すると、弁護士は最終的な証拠を提示する。ナイジェルの母親は、実はナイジェルに毒殺されていた。それを知った父親はナイジェルに自白書を書かせ、ナイジェルがこれ以上悪事を働いたら警察に提出するようにと弁護士に預けた。ヴァレリーは、すでにパトリシアを撲殺したナイジェルのアリバイを立証するために、パトリシアのふりをして警察署に電話をかけていた。ヴァレリーは、ニコレティス夫人が実は自分の母親であったことを明かし、ナイジェルを有罪にすることに全面的に協力する。

## 主な登場人物
- エルキュール・ポアロ - 私立探偵
- ミス・レモン - ポアロの秘書
- クリスティーナ・ニコレティス - 学生寮のオーナー
- ハバード夫人 - ミス・レモンの姉、寮母
- アーメド・アリ - 寮に住む学生
- アキボンボ - 同上
- セリア・オースティン - 寮に住み込みで雇われている女性
- ナイジェル・チャップマン - 寮に住む学生
- エリザベス・ジョンストン - 同上
- コリン・マクナブ - 同上
- ヴァレリー・ホブハウス - 同上
- パトリシア・レーン - 同上
- サリー・フィンチ - 同上、アメリカ人でフルブライト奨学金を受けている
- エンディコット - 弁護士[注釈 3]
- シャープ - ロンドン警視庁の警部

## 映像化

### テレビドラマ
名探偵ポワロ『ヒッコリー・ロードの殺人』
シーズン6 エピソード2（通算第43話）  イギリス1995年放送
ほぼ原作に沿っているが、学生のサリー・フィンチはダイヤモンドの密輸捜査に当たる捜査官として重要な役を担っている。また、オリジナルキャラクターとして大物政治家のアーサー・スタンリー卿が登場しており、それに伴い一部登場人物の設定に変更が加えられている。なお、作中ではサリーは原作と同じくフルブライト奨学金を受けているが、ドラマは概ね1930年代を時代背景としており、戦後にフルブライト奨学金が創設されているため、矛盾が生じてしまっている。
- エルキュール・ポワロ: デヴィッド・スーシェ
- ジャップ: フィリップ・ジャクソン
- ミス・レモン: ポーリーン・モラン
- サリー・フィンチ: パリス・ジェファーソン
- ナイジェル・チャップマン: ジョナサン・ファース
- レナード・ベイトソン: ダミアン・ルイス
- コリン・マックナブ: ギルバート・マーティン
- アーサー・スタンリー卿: デビット・パーク